# Dactylis glomerata subsp. glomerata
Dactylis glomerata subsp. glomerata é uma subespécie de planta com flor pertencente à família Poaceae.

## Portugal
Trata-se de uma subespécie presente no território português, nomeadamente em Portugal Continental, no Arquipélago dos Açores e no Arquipélago da Madeira.
Em termos de naturalidade é introduzida em Portugal Continental e no Arquipélago dos Açores e de espontaneidade incerta no Arquipélago da Madeira.

## Protecção
Não se encontra protegida por legislação portuguesa ou da Comunidade Europeia.